# Gabriel Gärtner
Gabriel Gärtner, född 15 juni 1715 i Älvkarleby socken, Uppsala län, död 15 augusti 1792 i Karlstad, var en svensk musiklärare och domkyrkoorganist i Karlstad.

## Biografi
Gabriel Gärtner föddes 15 juni 1715 i Älvkarleby socken, Uppsala län. Han var son till bruksinspektorn och vågmästaren Gabriel Gärtner och Katarina Westman i Gävle. Gärtner studerade vid skolan och gymnasiet i Gävle. Han var duktig på latin och höll vid slutet på gymnasietiden en oration på latinsk vers. 1734 blev han student vid Uppsala universitet i Uppsala. Där studerade han språk och teologi. Gärtner blev organist i Örebro församling, Örebro 1745. Han var från 1748 till 1792 domkyrkoorganist i Karlstads församling och musiklärare i Karlstad. Mellan 1758 och 1790 var han även domkyrkosyssloman i församlingen. År  1771 gjorde han en översyn av orgeln i Karlstads domkyrka. År 1778 reparerade han en orgel från 1730 av Johan Niclas Cahman i Sunne kyrka. Gärtner avled 15 augusti 1792 i Karlstad.

### Familj
Gärtner gifte sig första gång i augusti 1762 i Karlstad med Eva Greta Fredriksson (1735–1776). De fick tillsammans barnen Eva Fredrika (1764–1764), Eva Fredrika Gärtner (född 1764) och Kajsa Greta (1780–1781). Efter Fredrikssons död gifte Gärtner om sig 30 december 1777 i Karlstad med Anna Kajsa Tholerus (1737–1807).